# Хволово
Хволово — деревня в Костровском сельском поселении Истринского района Московской области. Население — 1 чел. (2016).
Находится примерно в 12 км на юго-запад от Истры, на правом берегу реки Малой Истры, высота над уровнем моря 184 м. Ближайшая деревня — Скрябино, в 1,3 км ниже по реке, Пирогово в 2 км выше по течению.

## Население
| 1859 | 1890 | 1899 | 1926 | 2002 | 2006 | 2010 |
| ---- | ---- | ---- | ---- | ---- | ---- | ---- |
| 25   | ↗44  | ↗46  | ↘45  | ↘7   | ↘3   | ↘1   |
| 2016 |      |      |      |      |      |      |
| →1   |      |      |      |      |      |      |